# Ксьонж-Шльонський
Ксьонж-Шльонський (пол. Książ Śląski, нім. Fürstenau) — село в Польщі, у гміні Кожухув Новосольського повіту Любуського воєводства.
Населення — 377 осіб (2011).
У 1975-1998 роках село належало до Зеленогурського воєводства.

## Демографія
Демографічна структура станом на 31 березня 2011 року:
|          | Загалом | Допрацездатний вік | Працездатний вік | Постпрацездатний вік |
| -------- | ------- | ------------------ | ---------------- | -------------------- |
| Чоловіки | 189     | 51                 | 124              | 14                   |
| Жінки    | 188     | 39                 | 121              | 28                   |
| Разом    | 377     | 90                 | 245              | 42                   |